# Project Blue Book
Project Blue Book var ett kodnamn för ett projekt för undersökning av Oidentifierat flygande föremål (UFO), som var en del i en serie studier som utförts av USA:s flygvapen från 1947 till 1969. De första studierna gick under namnen Project Sign och Project Grudge, och Project Blue Book startade 1952 och avslutades 17 december 1969.
Totalt från 1947 till 1969 undersöktes 12 618 iakttagelser, och slutsatsen var att de flesta observationer involverade stjärnor, moln, konventionella flygplan eller spionplan. När projektet avvecklades fanns 701 oförklarade händelser kvar. Ett liknande projekt inleddes 2007 och avslutades officiellt 2012.

## Projektet
Project Blue Book var kodnamnet för den systematiska studien av UFO av United States Air Force från mars 1952 till dess avslutning den 17 december 1969. Projektet, med huvudkontor på Wright-Patterson Air Force Base, Ohio, leddes ursprungligen av kapten Edward J. Ruppelt och följande projekt av liknande karaktär såsom Project Sign igångsatt 1947 och Project Grudge 1949. Project Blue Book hade två mål, nämligen att avgöra om UFO:n var ett hot mot nationell säkerhet, och för att vetenskapligt analysera UFO-relaterade data.
Tusentals UFO-rapporter samlades in, analyserades och arkiverades. Som ett resultat av Condon-rapporten, som drog slutsatsen att studien av UFO:n sannolikt inte skulle ge några större vetenskapliga upptäckter, och en granskning av rapporten från USA:s National Academy of Sciences, avslutades Project Blue Boken 1969. Flygvapnet tillhandahöll följande sammanfattning av sina undersökningar:
1. Inget UFO som rapporterats, undersökts och utvärderats av flygvapnet har någonsin varit en indikation på ett hot mot vår nationella säkerhet;
2. Det fanns inga bevis som lämnats till eller upptäckts av flygvapnet för att observationer som kategoriserats som "oidentifierade" representerade teknisk utveckling eller principer utanför intervallet för modern vetenskaplig kunskap; och
3. Det fanns inga bevis som tydde på att iakttagelser som kategoriserades som "oidentifierade" var utomjordiska fordon.[6]

När Project Blue Book avslutades hade det samlat in 12 618 UFO-rapporter och kommit fram till att de flesta av dem var felidentifieringar av naturliga fenomen (molns, stjärnors, etcetera.) eller konventionella flygplan. Enligt National Reconnaissance Office kunde ett antal av rapporterna förklaras av flygningar av de tidigare hemliga spaningsplanen U-2 och A-12. 701 rapporter klassificerades som oförklarade, även efter noggrann analys. UFO-rapporterna arkiverades och är tillgängliga under Freedom of Information Act, men namn och annan personlig information om alla vittnen har strukits.